# Oracle Park
L’Oracle Park (auparavant AT&T Park, Pacific Bell Park et SBC Park, surnommé The Phone Booth, The House that Bonds Built, Mays Field ou encore Telephone Park) est un stade de baseball situé dans le quartier de South Beach au bord de McCovey Cove à San Francisco, en Californie.
Depuis 2000, ses locataires sont les Giants de San Francisco, une équipe de baseball de la Ligue nationale. En 2001, les San Francisco Demons de la XFL y ont joué. L'Emerald Bowl est un match de football américain universitaire qui se tient depuis 2002 à San Francisco à l’Oracle Park. Sa capacité est de 41 915 places qui peuvent s'ajouter à 3 500 places additionnelles. Le stade dispose de 68 suites de luxe et 5 200 sièges de club.

## Histoire
Depuis son ouverture, en 2000, l’Oracle Park Park est devenu un des plus célèbres stades de baseball de ce sport, mais la planification et la construction a pris un certain temps. Après des années de menace pour déplacer les San Francisco Giants dans une nouvelle ville, un groupe de propriétaires locaux a décidé d'acheter l'équipe en 1993 pour la maintenir à San Francisco. La franchise a eu besoin d'un nouveau stade en raison des mauvaises conditions au Candlestick Park. En 1995, les San Francisco Giants ont annoncé des plans pour construire le premier stade de baseball financé uniquement par des fonds privés dans la MLB depuis le Dodger Stadium. Le nouveau terrain serait situé au centre de la ville de San Francisco, dans la zone de China Basin. La construction a commencé le 11 décembre 1997. En 1996, les droits d'appellation ont été vendus à Pacific Bell pour 53 millions de dollars USD sur 24 ans, ainsi le stade a été appelé Pacific Bell Park. En janvier 2004, le Pacific Bell Park a été retitré SBC Park après l'acquisition de Pacific Bell par SBC Communications. Le 1er mars 2006, il a été renommé AT&T Park après que SBC aient changé de nom par son acquisition à AT&T. Il fut inauguré le 31 mars 2000 et le coût total du projet s'élève à 357 millions de dollars USD dont la construction coûta 255 millions de dollars USD. Cette enceinte fut souvent en travaux afin d'augmenter sa capacité. Dès 2007, le stade compte 41 915 places.
Le 11 avril 2000, les Giants ont joué leur premier match de saison régulière au Park. Il est niché dans la zone du China Basin sur les périphéries du centre de San Francisco. À l'entrée principale, se trouve une statue de Willie Mays. Comme partie de l'architecture extérieure du stade il y a les King Street Clock Towers. Ces deux tours horloges sont grandes de 37 mètres et disposent de toits en forme de pyramide surplombés par un drapeau. Une fois à l'intérieur, la tribune principale de trois rangées se compose de 41 500 sièges verts. Il n'y a aucun siège derrière le mur du côté sud en raison de la crique de McCovey (McCovey Cove, nommée en l'honneur de Willie McCovey), une partie de la Baie de San Francisco.

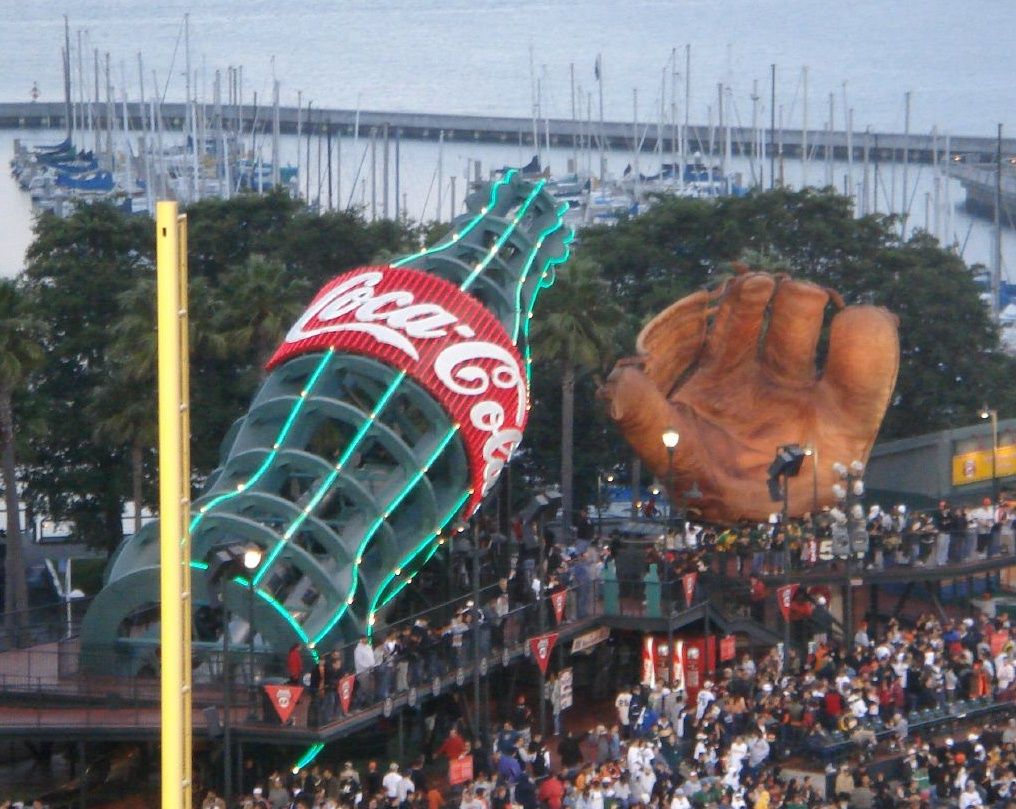
La bouteille de Coca-Cola et le gant de baseball géants du AT&T Park.

L'une des attractions est le Coca-Cola Fan Lot, un terrain de jeux interactif pour les enfants et les adultes. Les visiteurs de tous les âges peuvent apprécier les quatre toboggans situés à l'intérieur de la bouteille géante de Coca-Cola en bois et la reproduction géante d'un gant de baseball de 1927. Fait de polystyrène et de fibre de verre, ce gant de 7,92 mètres (26 pieds) de haut, large de 9,75 mètres (32 pieds) et de 3,65 mètres (12 pieds) d'épaisseur est 36 fois la grandeur du gant réel sur lequel il est calqué et pèse 9071 kg (20 000 livres).

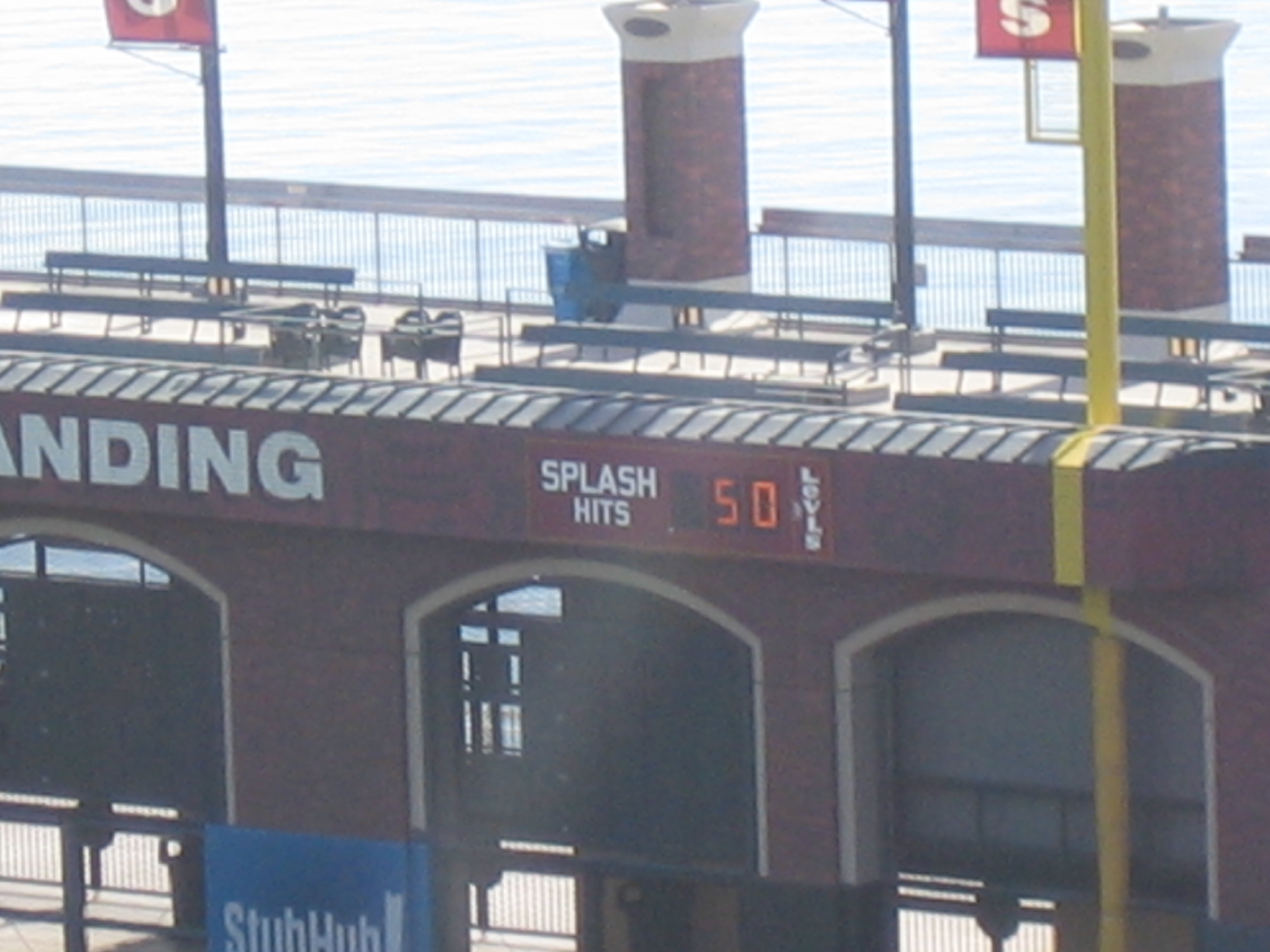
Le 50e Splash Hit, frappé en 2009, est indiqué par le compteur situé au champ droit.

Quand un joueur des Giants frappe un coup de circuit, des bulles semblent flotter sur l'embout de la bouteille géante de Coca-Cola, et des lumières blanches et vertes clignotent à travers les tubes néon fonctionnant le long de ses nervures. Quand un joueur des Giants frappe un circuit derrière la clôture du champ droit et qu'il retombe dans la baie sur la crique McCovey, il est surnommé un Splash Hit. Le premier avoir réussi l'exploit est Barry Bonds, qui détient le record de 35 splash hits. Après la saison 2014 des Giants, 68 splash hits ont été réussis.
À l'ouverture du stade en 2000, le champ droit du parc était décoré de Rusty the Mechanical Man (« Rouillé, l'homme mécanique »), un robot haut de 4,3 mètres (14 pieds), lourd de près de 5 000 kg (10 000 livres). Commandité par la compagnie Old Navy, ce robot se voulait un hommage aux jouets mécaniques en métal des années 1920. Émergeant de sa cabane en cours de match, Rusty pouvait bouger ses bras et ses jambes, par exemple pour saluer. Selon son créateur, Pat Gallagher, la seule chose dont Rusty était incapable était « de se faire aimer ». Dès son dévoilement, il est accueilli par des huées, renouvelées au fil des matchs. Les spectateurs lancent des projectiles en sa direction, ce qui amuse son créateur mais beaucoup moins Old Navy, qui n'apprécie pas cette mauvaise publicité. Le robot, qualifié par Gallagher comme « une erreur de plusieurs millions de dollars », cesse rapidement de faire des apparitions et demeure caché dans sa cabane pour 6 ou 7 ans, pour ensuite être démantelé pour en recycler les pièces.
Depuis le match d'ouverture de la saison 2004, les spectateurs ont gratuitement accès à Internet grâce à ce qui était alors l'un des plus grands réseaux publics de wi-fi au monde.
Le stade a accueilli plusieurs matches des Séries mondiales en 2002, 2010, 2012 et 2014. Les Giants ont remporté la Série mondiale lors des trois dernières de ces occasions mais n'ont jamais été sacrés sur le terrain du AT&T Park, remportant plutôt la victoire finale à Arlington, Détroit et Kansas City, respectivement. Il a accueilli également le Match des étoiles de la Ligue majeure de baseball 2007 en juillet avec une affluence de 43 965 spectateurs. Depuis 2002, un match de football américain universitaire annuel de l'Emerald Bowl se tient au Park.

## Événements
- Série mondiale, la finale de la Ligue majeure de baseball, en 2002, 2010 , 2012 et 2014
- Match des étoiles de la Ligue majeure de baseball 2007, 10 juillet 2007
- Emerald Bowl, depuis 2002
- Classique mondiale de baseball en mars 2013, accueil du tour final de cette compétition internationale de baseball
- Coupe du monde de rugby à sept 2018, du 20 au 22 juillet 2018
- Concert de Guns N' Roses (Not in This Lifetime... Tour), 9 août 2016
- Concert de Lady Gaga pour sa tournée The Joanne World Tour le 13 août 2017
- Concert de Lady Gaga pour sa tournée The Chromatica Ball le 8 septembre 2022

## Dimensions
- Left Field (Champ gauche) - 339 pieds (103 mètres)
- Left-Center - 364 ft (111 m)
- Deep Left-Center - 404 ft (123 m)
- Center Field (Champ centre) - 399 ft (122 m)
- Deep Right-Center - 421 ft (128 m)
- Right-Center - 365 ft (111 m)
- Right Field (Champ droit) - 309 ft (94 m)

## Galerie

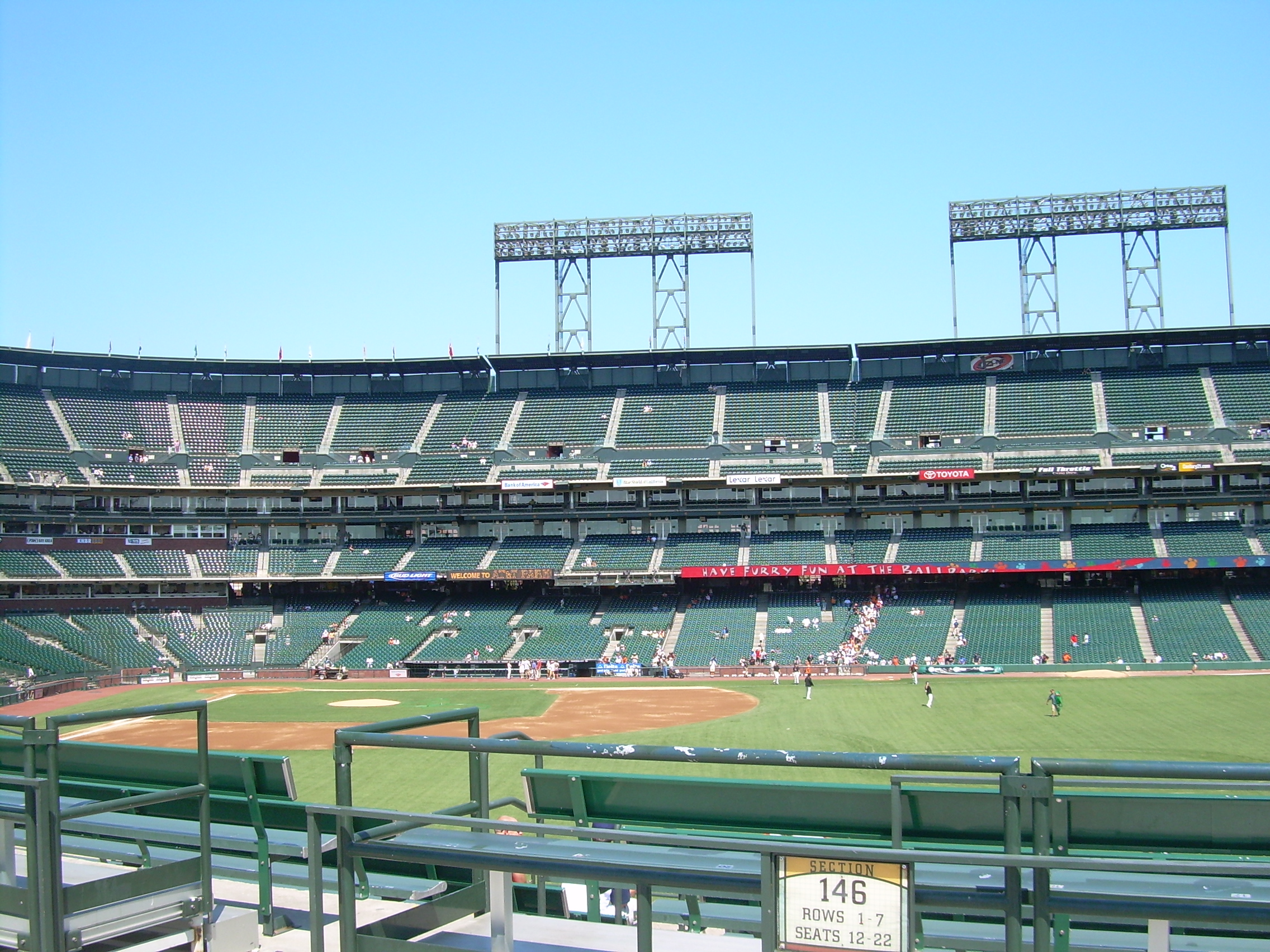
La tribune nord
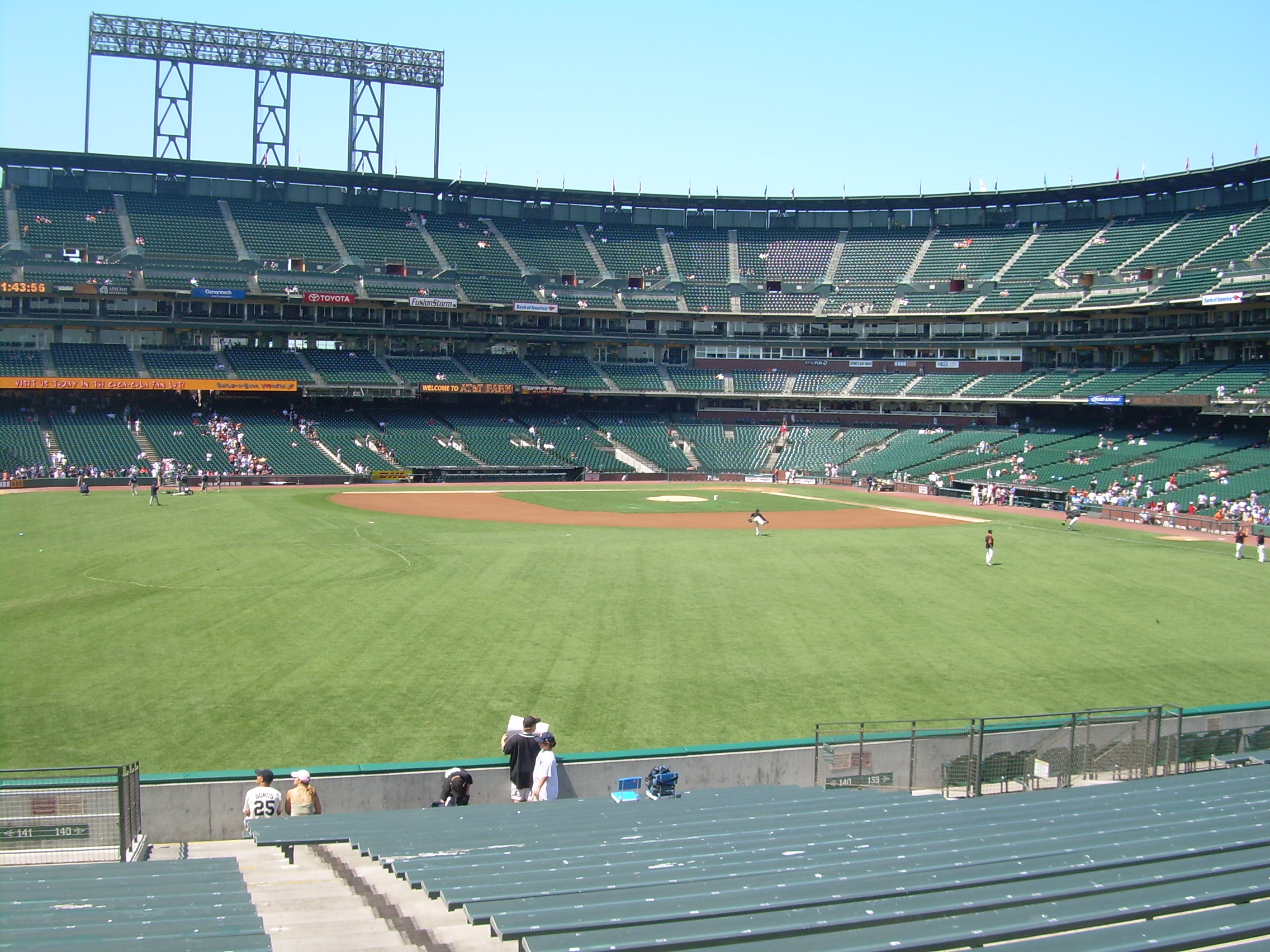
La tribune centrale
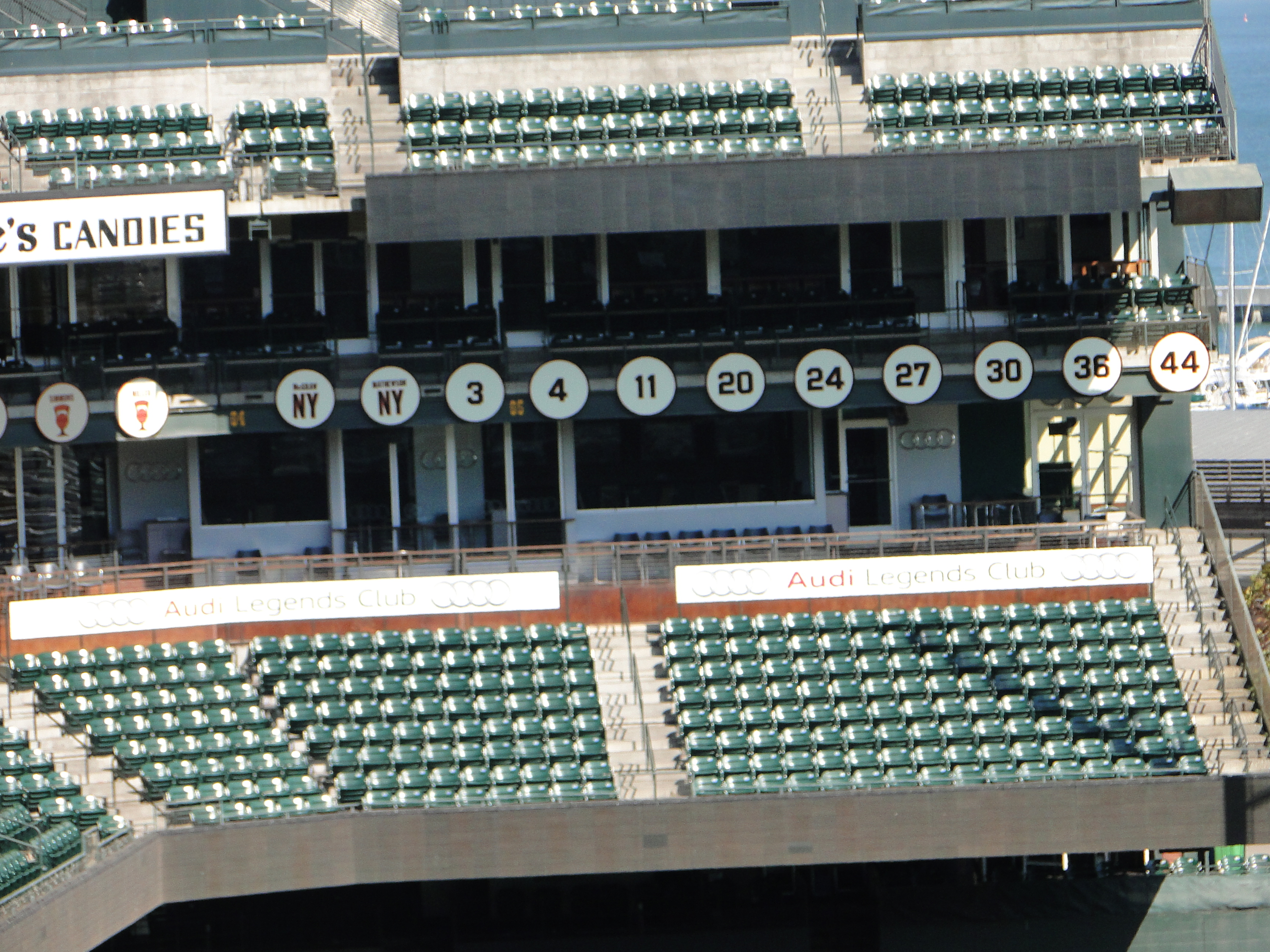
Les numéros retirés des joueurs accrochés en haut du stade
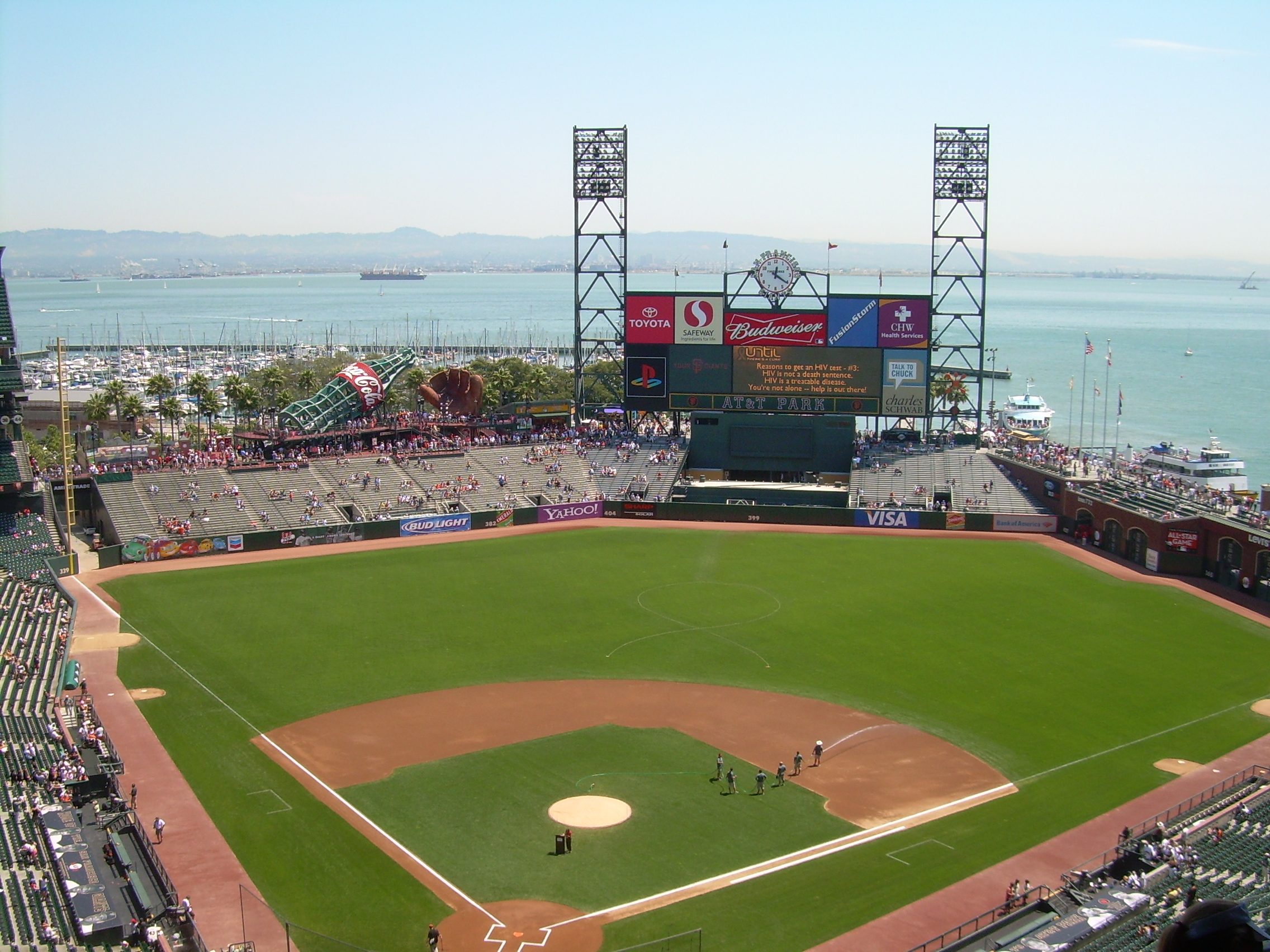
Le terrain
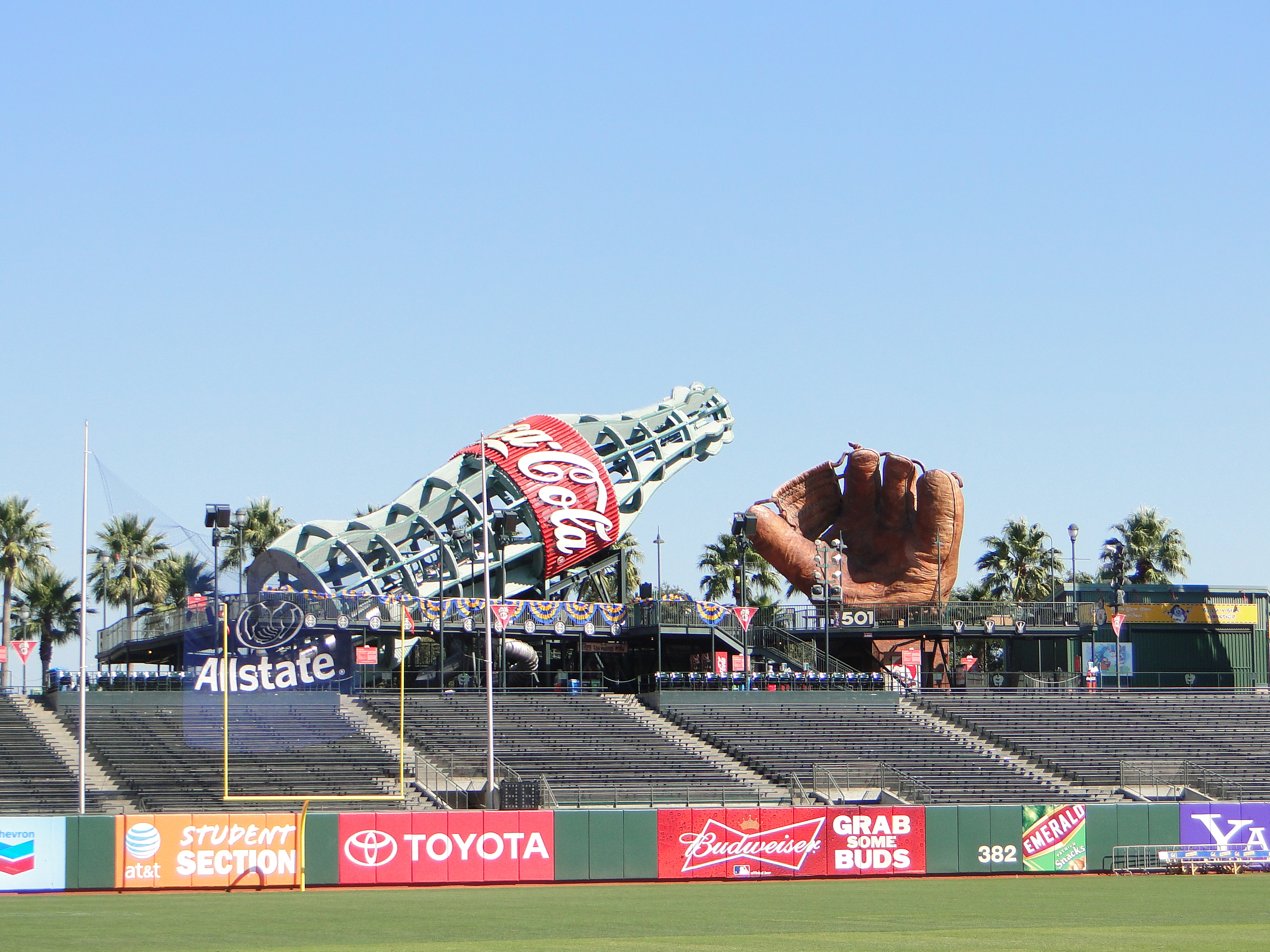
Le "Coca-Cola Fan Lot"
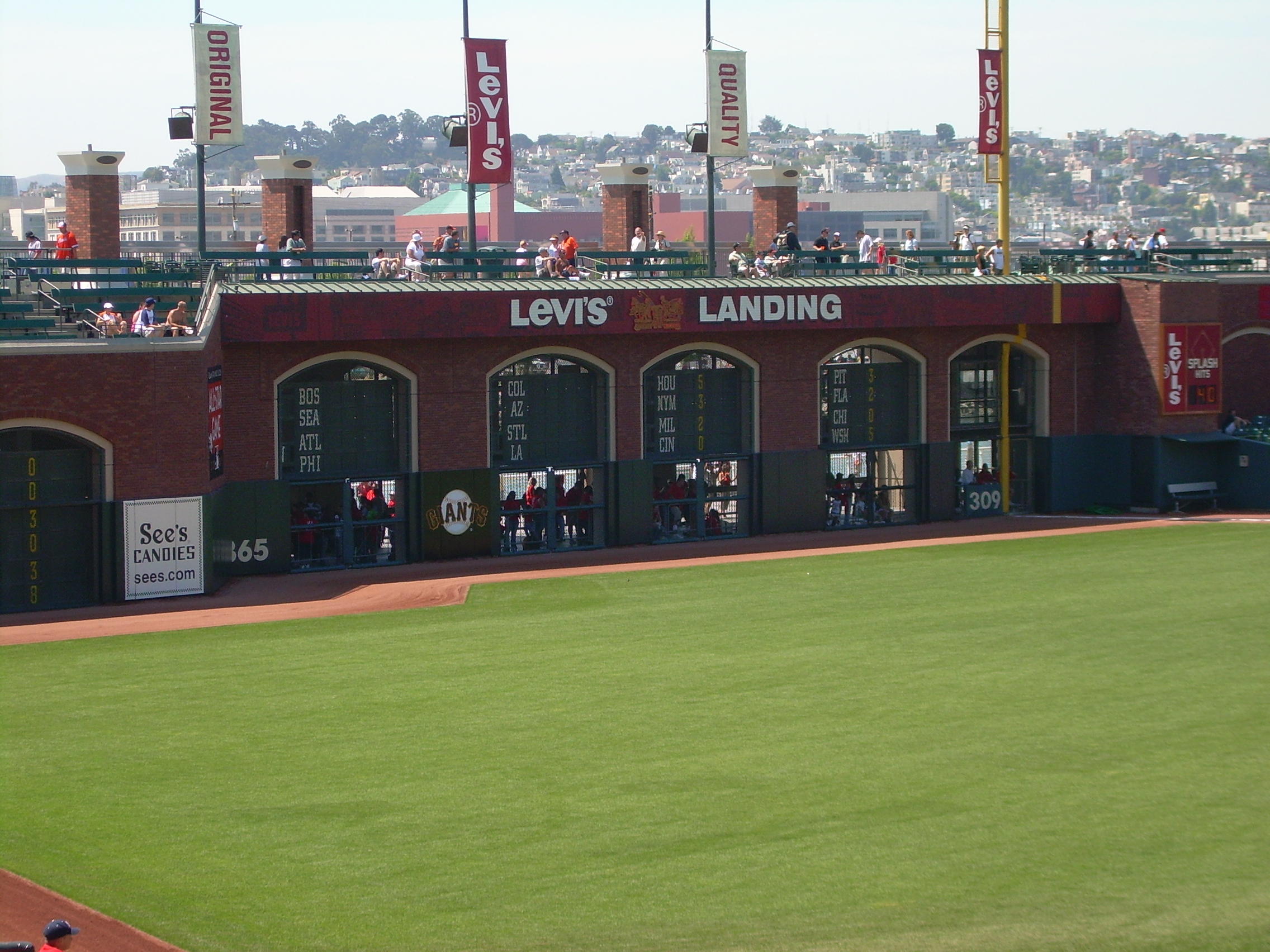
Le mur de McCovey Cove
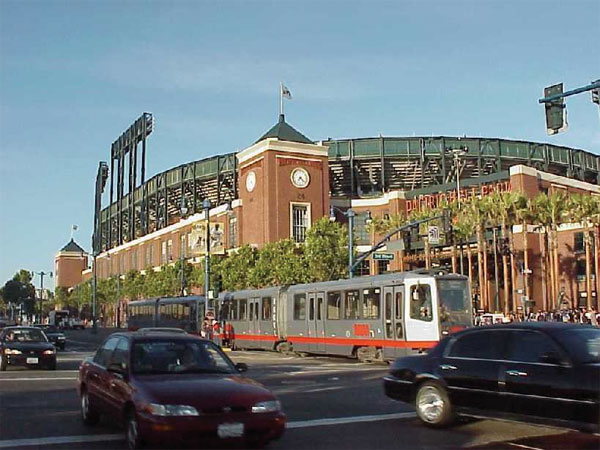
Façade extérieure
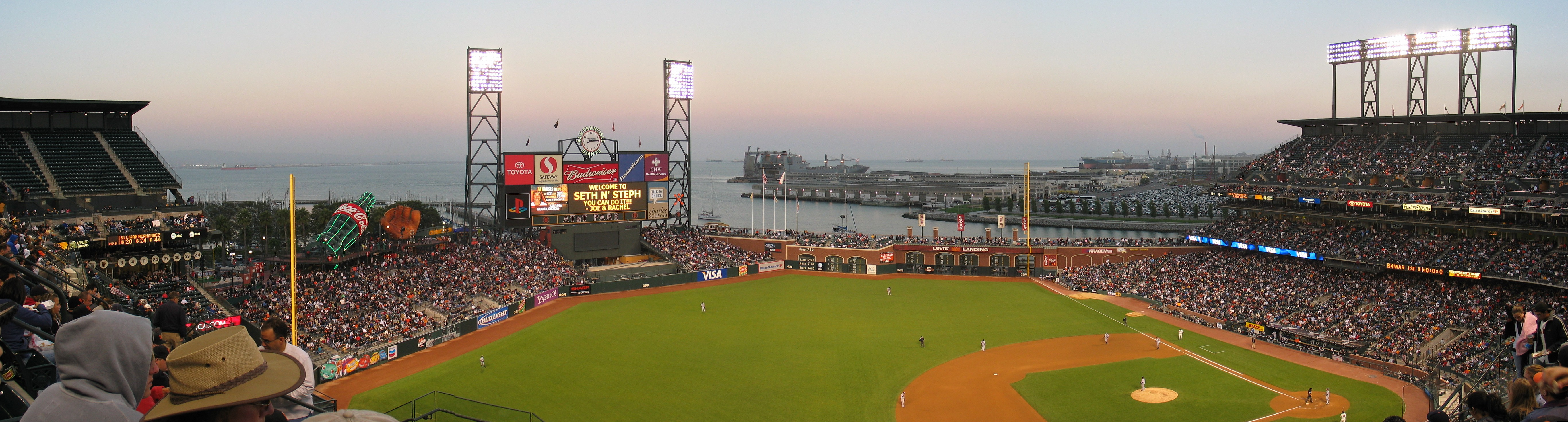
Panorama
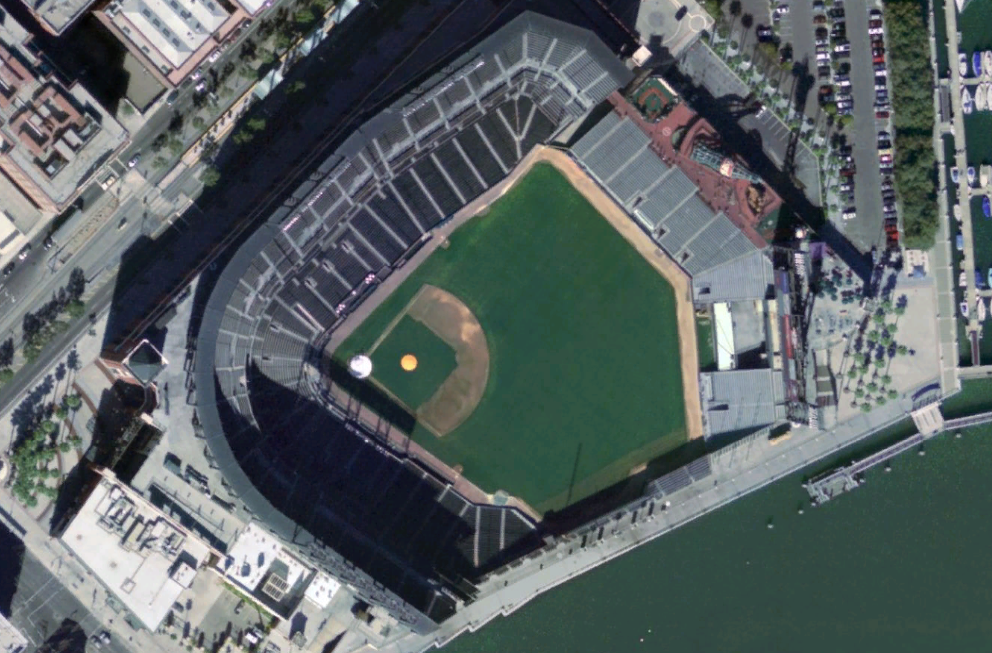
Image satellite